# Teraura
Teraura, también Susan o Susannah Young (c. 1775-julio de 1850), fue una mujer tahitiana que se estableció en la isla Pitcairn con los amotinados del Bounty. Participó en el complot de Ned Young para asesinar a los polinesios varones que habían viajado en el HMS Bounty y habían matado a Tetahiti. Tejedora de tapa, un tipo de tela de corteza, se encuentran ejemplos de su oficio en el Museo Británico y en el Real jardín botánico de Kew.

## Biografía
Si bien se sabe poco sobre los primeros años de Teraura, es probable que nació en Moorea, una isla en la Polinesia Francesa. La tradición en Pitcairn dice que ella era de una familia de jefes tribales. Es posible que ella haya nacido alrededor de 1775, ya que, según los informes, tenía 15 años cuando salió de Tahití con Fletcher Christian y su tripulación en 1789. Se desconoce si fue secuestrada o se fue con ellos por voluntad propia. El viaje duró varias semanas y, según Teraura, pasaron por la isla de Tanna. Durante el viaje, ella y Ned Young se convirtieron en pareja sexual, una relación que continuó una vez que el grupo aterrizó en la isla Pitcairn el 15 de enero de 1790. Teraura también tuvo un romance con Matthew Quintal, otro amotinado, y tuvo un hijo, Edward Quintal, quien se convirtió en el primer magistrado de la isla.
Las tensiones raciales entre los colonos polinesios y europeos llegaron a un punto crítico en 1793, lo que provocó sucesivos asesinatos en la isla. El 20 de septiembre de 1793, los cuatro hombres polinesios restantes decapitaron a los amotinados Isaac Martin y John Mills, mataron a tiros a John Williams y William Brown e hirieron de muerte a Fletcher Christian en una serie de asesinatos cuidadosamente ejecutados. Teraura, siguiendo las órdenes de Ned Young, decapitó al polinesio Tetahiti. Según el relato registrado por Edward Gennys Fanshawe en 1849, Tetahiti fue seducido por una de las otras mujeres tahitianas, para que Teraura pudiera ejecutarlo, y en el mismo momento gritó una advertencia a Young permitiéndole matar al otro hombre polinesio.
Después de la muerte de Young en 1800, Teraura se casó con Thursday October Christian, el hijo de Fletcher Christian; él era al menos quince años menor que ella en el momento de su matrimonio. Tuvieron seis hijos, cuyos descendientes viven hoy en la isla. En 1831, Christian y Teraura se trasladaron a Tahití; sin embargo, Christian y tres de sus hijos murieron como resultado de una enfermedad infecciosa que contrajeron allí. Teraura regresó a Pitcairn.
Teraura también era tejedora de tapa, un tipo de tela de corteza, y hay constancia de que entregó un trozo de tela de colores a un marinero en 1833. Es probable que esta tela haya sido teñida con el árbol de candil, dándole un color marrón rojizo. Los fragmentos de tapa tejidos por Teraura se conservan en las colecciones del Museo Británico y en los Real jardín botánico de Kew.
En 1849, durante la visita de Fanshawe a Pitcairn, hizo un boceto a pluma y tinta de una anciana Teraura, donde lleva un parche en el ojo. El boceto se encuentra en la colección del Museo Marítimo Nacional. Murió en julio de 1850.

## Legado
Según la historiadora Pauline Reynolds, Teraura y las otras mujeres que se unieron al HMS Bounty eran «probablemente las mujeres polinesias más viajeras de su época».

## Galería

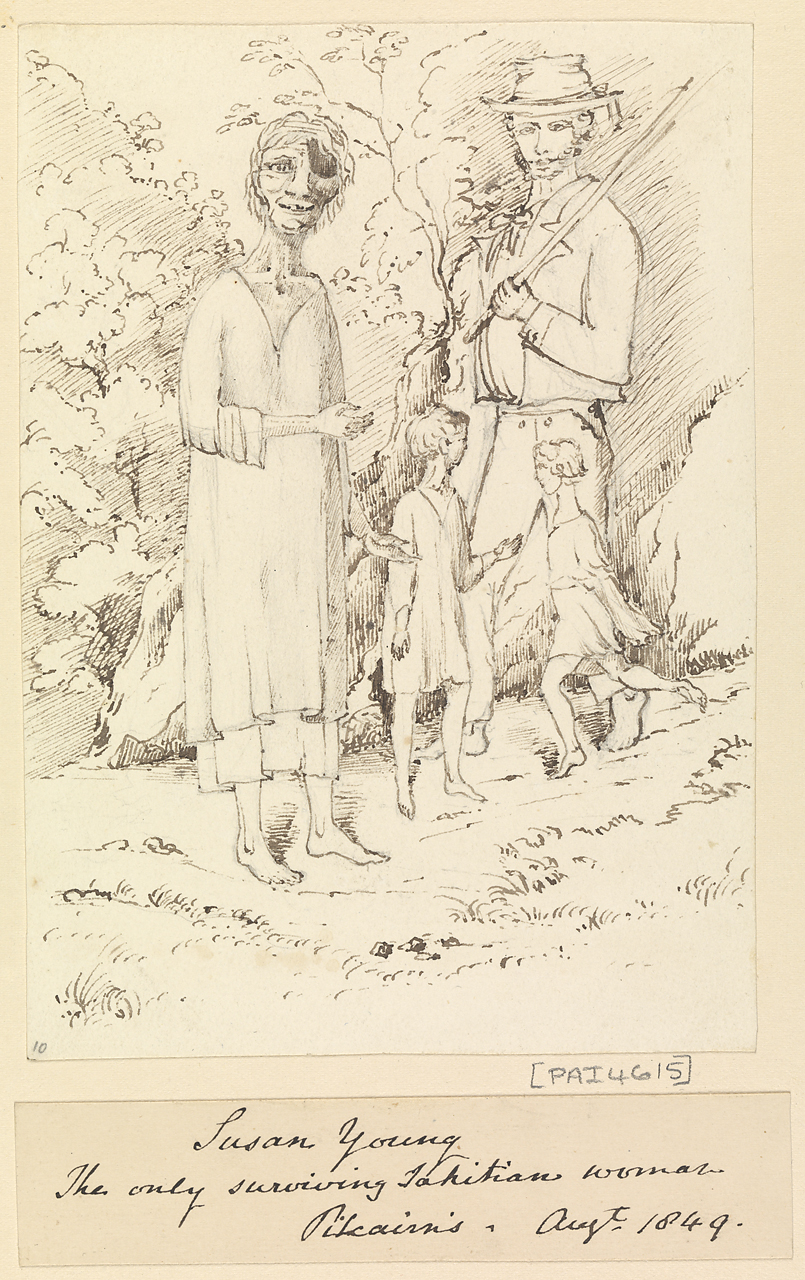
Dibujo original de Teraura (Susan Young), realizado por Edward Fanshawe en 1849.
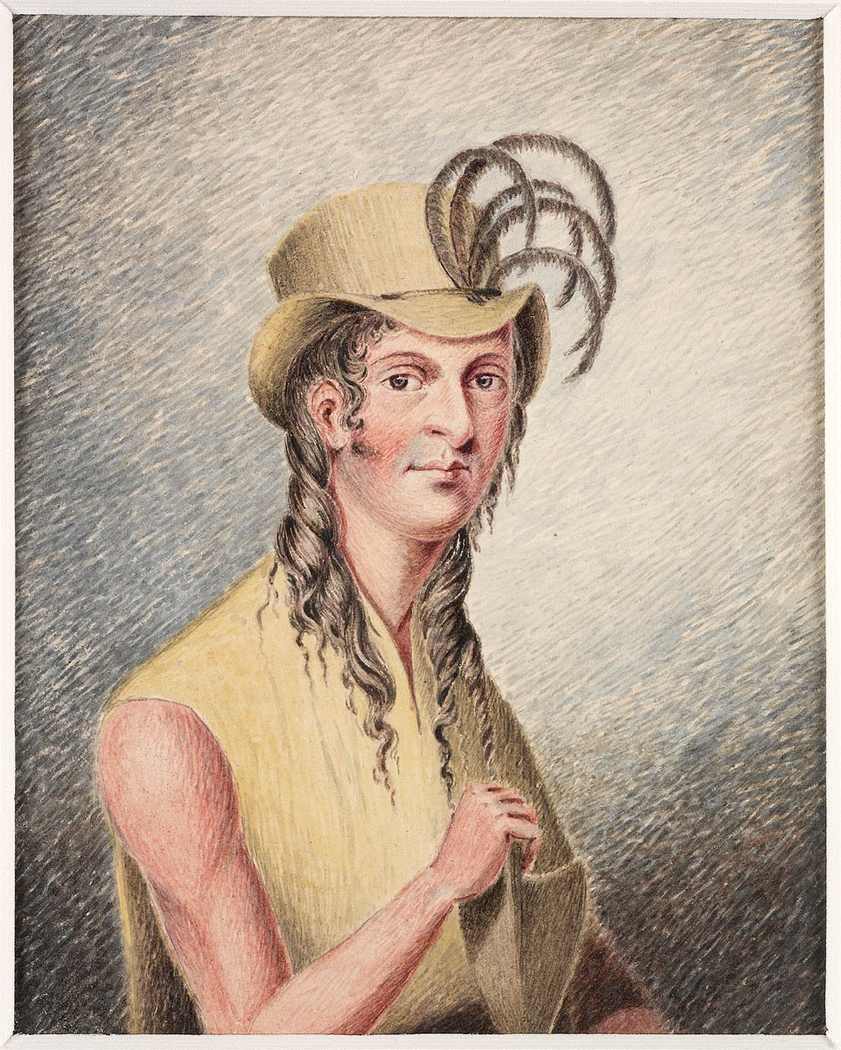
Thursday October Christian, segundo 'marido' - fallecido en 1831.
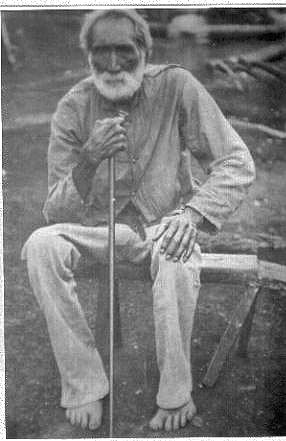
Thursday October Christian II - hijo de Teraura.
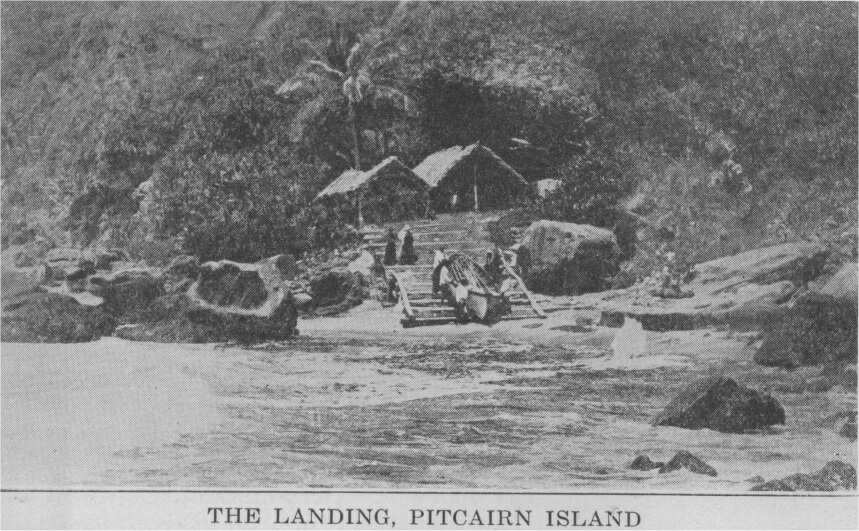
Desembarco en la isla Pitcairn, c. 1842-90.
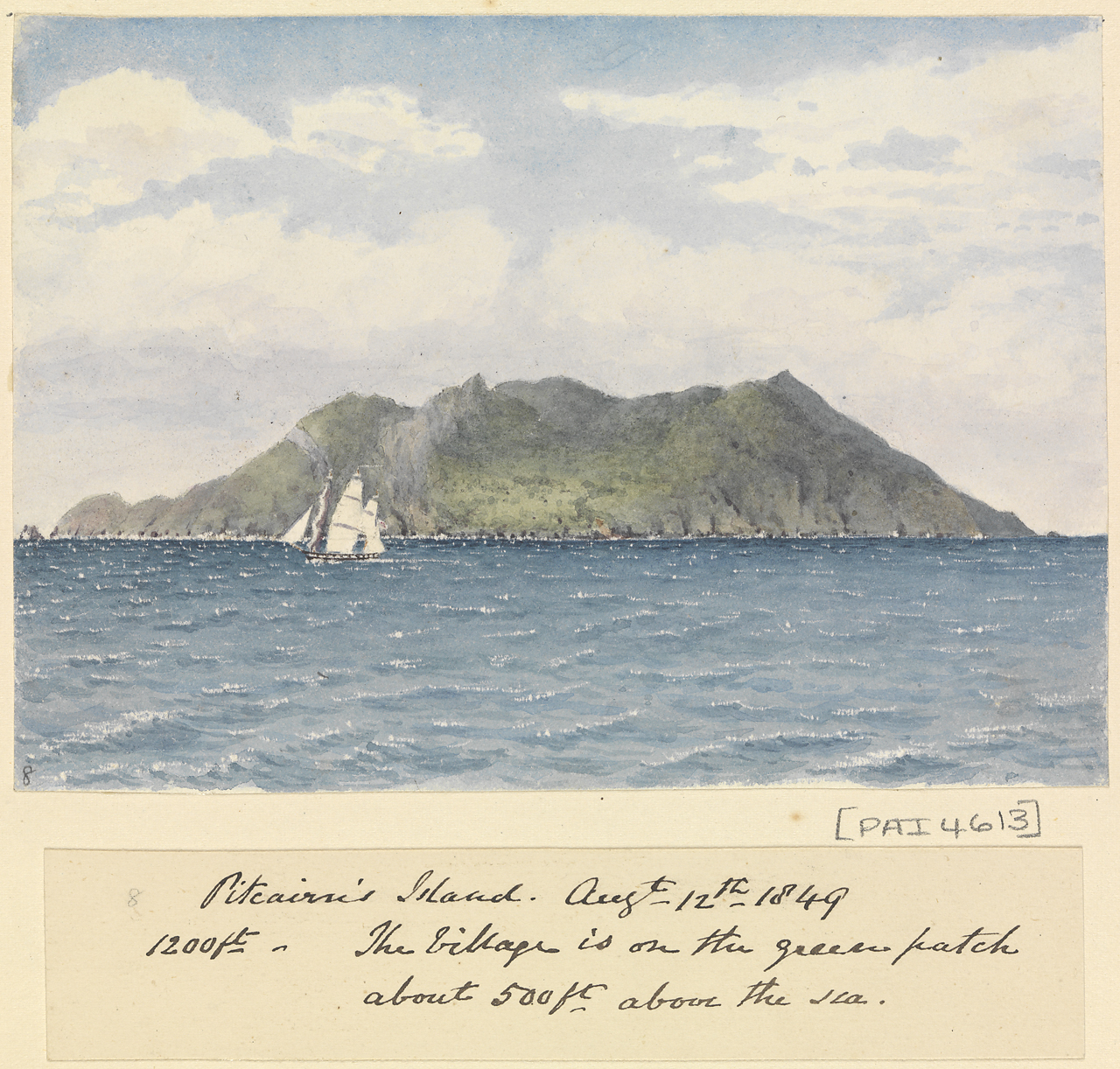
Isla Pitcairn, 12 de agosto de 1849.